# Гексаметилплатина
Гексаметилплатина — металлоорганическое соединение
металла платины с формулой (CH3)3Pt-Pt(CH3)3,
светло-жёлтые кристаллы.

## Физические свойства
Гексаметилплатина образует светло-жёлтые кристаллы,
растворяется в бензоле.

## Химические свойства
- Реагирует с иодом с образованием иодида триметилплатины:

{\displaystyle {\mathsf {(CH_{3})_{3}Pt{\text{-}}Pt(CH_{3})_{3}+I_{2}\ {\xrightarrow {}}\ 2(CH_{3})_{3}PtI}}}